# ヘリコプター揚陸艦

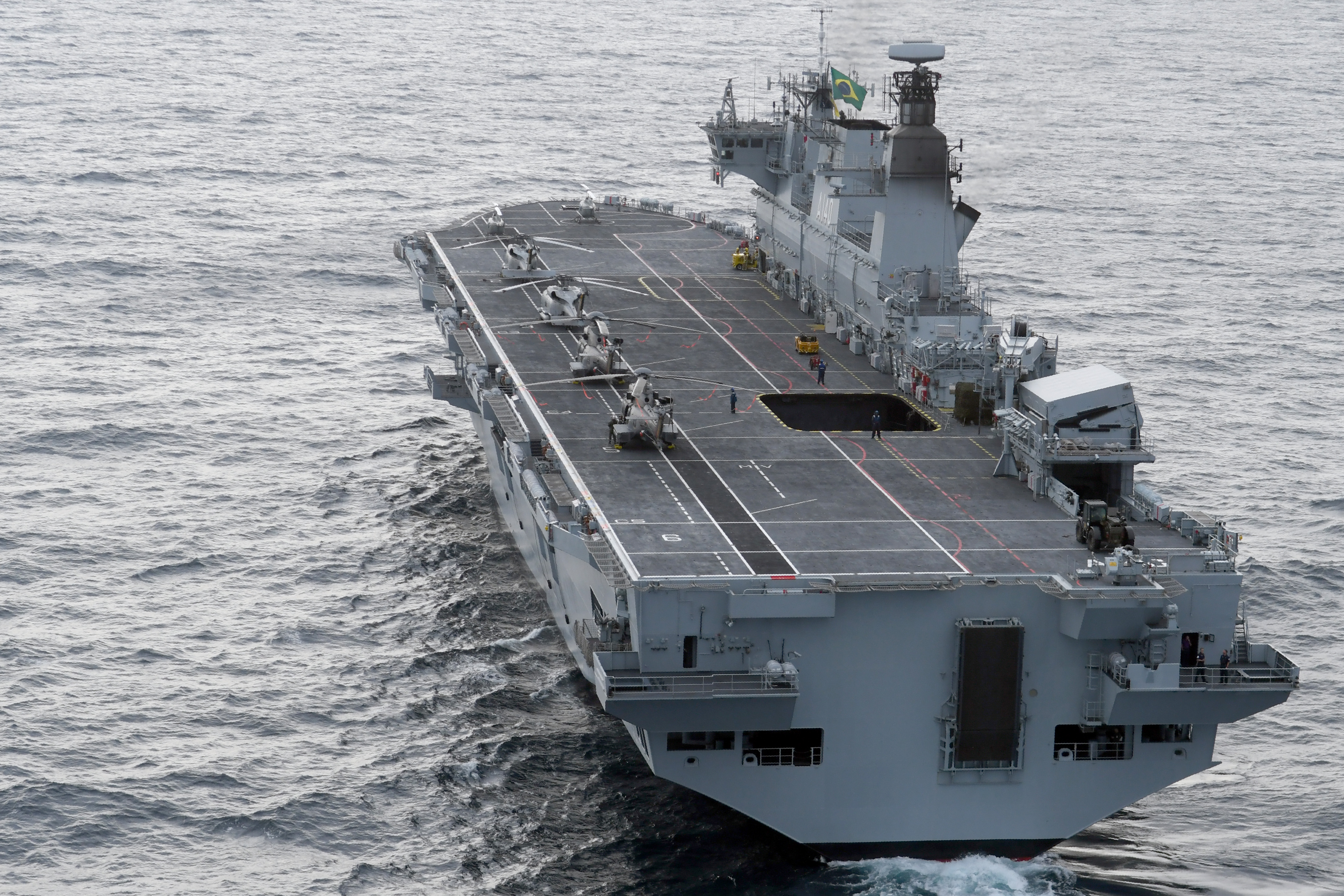
ブラジル海軍「アトランティコ」（旧イギリス海軍「オーシャン」）。ヘリコプター揚陸艦は強襲揚陸艦として珍しくウェルドックを持たない傾向にある。

ヘリコプター揚陸艦（ヘリコプターようりくかん、英語: Landing platform helicopter, LPH）は、揚陸艦の一種。全通飛行甲板を持ち、ヘリコプターによる水陸両用作戦を実行する能力を備えた揚陸艦である。後にドック型輸送揚陸艦（LPD）と統合された強襲揚陸艦（LHA/LHD）に発展した。

## 概要
ヘリコプターの発達に伴って、アメリカ海兵隊では、これを水陸両用作戦で活用するための研究に着手した。これはヘリボーンの戦術的な利点と同時に、部隊の集結・散開を迅速に行えるために戦術核兵器の標的になりにくいこと、また放射性物質を含んだ津波の影響も避けやすいことにも着目したものであった。1947年12月にはシコルスキーR-5を装備する実験飛行隊として第1海兵ヘリコプター飛行隊（HMX-1）が編成され、同機の貧弱な輸送力にもかかわらず、1948年5月の上陸演習「オペレーション・パッカードII」では護衛空母「パラオ」を母艦としたヘリボーンを実施して、その有用性を立証した。しかしながら、戦後の軍事予算削減に加えて、水陸両用作戦という作戦形態の将来性が疑問視されたことから、海兵隊のヘリコプターに関する研究はなかなか進捗しなかった。
その後、1950年9月の仁川上陸作戦で水陸両用作戦の価値が実証され、また朝鮮戦争を通じてヘリコプターの有用性が確認されたことから、1951年7月、海兵隊総司令官はヘリコプターによる空中強襲という構想を再検討することにした。これに伴い、その母艦となるヘリ空母も検討されるようになったが、この時点では、攻撃輸送艦（APA）および攻撃貨物輸送艦（AKA）に航空母艦としての機能を組み合わせたものとして、APA-MまたはAKA-Mと仮称されていた。1954年8月には、大西洋艦隊の水陸両用部隊（PHIBLANT）は、LSTにかえてAKA-Mを建造するように提言した。これらの議論を受け、空中強襲というコンセプトの妥当性について検討するため、1955年には、モスボールされていた護衛空母「セティス・ベイ」が強襲ヘリコプター空母 (CVHA) に改装された。これにより、同艦は、世界で初めてヘリコプター運用に適合させて改装された航空母艦となった。

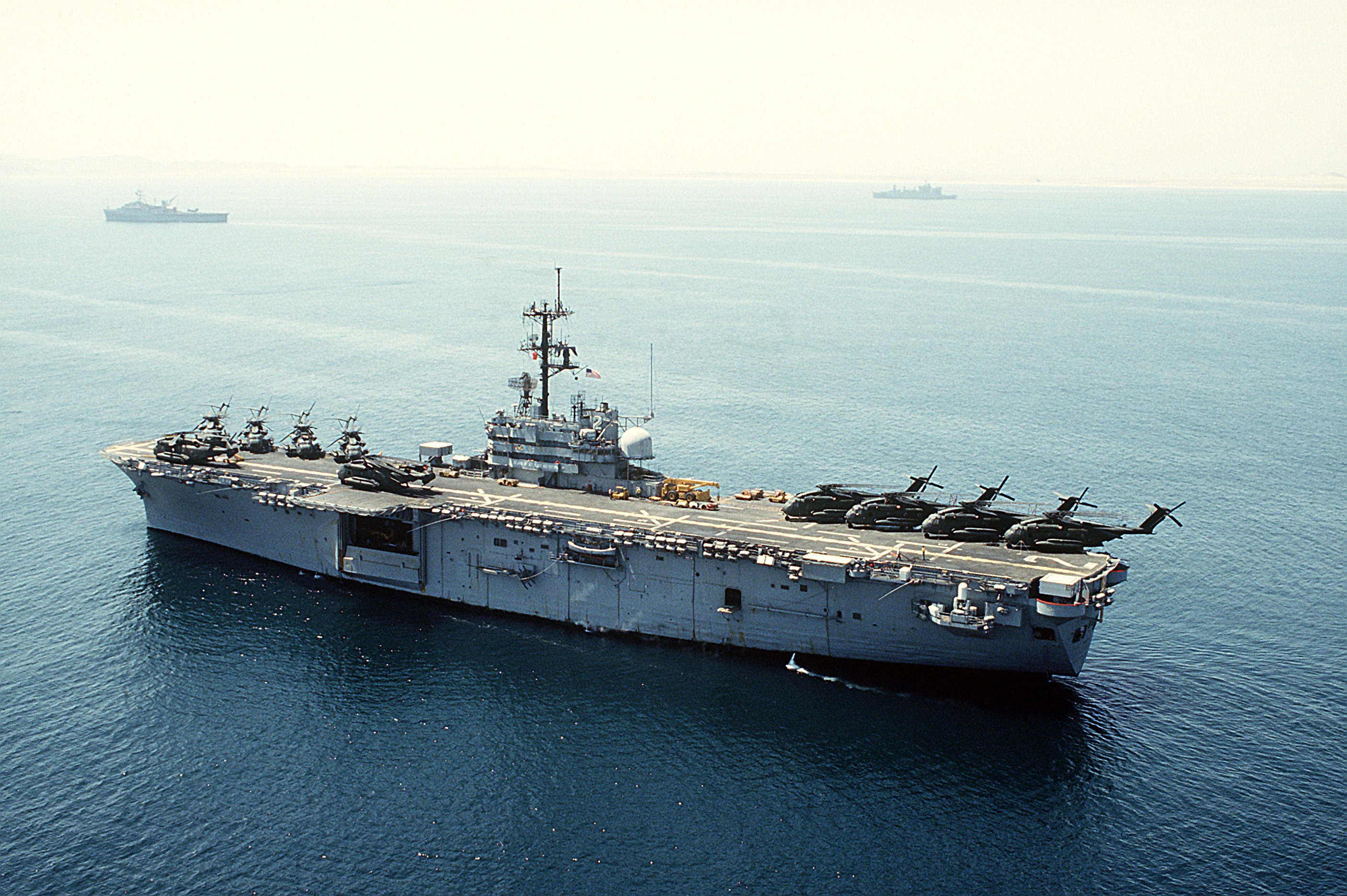
アメリカ海軍「イオー・ジマ」

その後、一回り大きな「ブロック・アイランド」を同様に改装することが計画された際に、これらの艦が航空母艦の保有枠を圧迫しないように揚陸艦のカテゴリに移すことになり、ヘリコプター揚陸艦（LPH）という新艦種が創設された。予算上の理由から同艦の改装はキャンセルされたものの、LPHとしてはイオー・ジマ級が新造されることになり、これは世界初の新造ヘリコプター空母となった。また同級の竣工までの漸進策として、エセックス級航空母艦3隻もボクサー級として改装された。
また1956年には、イギリス海軍も、兵員輸送艦に転用していたコロッサス級航空母艦2隻（「オーシャン」、「シーシュース」）艦上にヘリコプターを展開して、ヘリ空母としての運用を試みた。これらは同年の第二次中東戦争で実戦投入され、史上初めてヘリボーンによる水陸両用作戦を実施した。そして1959年から1962年にかけて、より大型のセントー級航空母艦2隻（「アルビオン」、「ブルワーク」）がコマンドー母艦（commando carrier）として改装されたが、これは実質的にヘリコプター揚陸艦と同様のものであった。ただしイギリス海軍は、その有用性を評価しつつも予算不足のために専用艦としては維持できず、また北大西洋条約機構（NATO）から対潜戦プラットフォームの拡充を要請されたこともあって、1973年に退役した「アルビオン」のかわりにコマンドー母艦として改装された「ハーミーズ」は、1976年には対潜空母として再改装されて、対潜戦と上陸戦の両方に用いられるようになった。これに続く対潜空母として1980年から就役したインヴィンシブル級でも兼務体制は継続され、コマンドー母艦としても行動できるよう、600名以上の海兵隊員の乗艦に対応した。フォークランド紛争後には、その教訓を踏まえて専用のヘリコプター揚陸艦の計画がスタートし、「オーシャン」が建造されたが、これも2018年には退役した。これに対しイタリア海軍では、軽空母として運用してきた「ジュゼッペ・ガリバルディ」について、後継となる「カヴール」の就役とともに固定翼機の運用を終了し、ヘリコプター揚陸艦として運用するようになっている。

## 各国のヘリコプター揚陸艦
アメリカ海軍
- セティス・ベイ（USS Thetis Bay, LPH-6）[注 2]
- ブロック・アイランド（USS Block Island, LPH-1）[注 3]
- ボクサー級強襲揚陸艦[注 4]
- イオー・ジマ級強襲揚陸艦[注 5]

 イギリス海軍
- セントー級航空母艦[注 6]
- オーシャン（HMS Ocean, L12）[注 1]

 大韓民国海軍
- 独島級揚陸艦[注 7]